# Храм Успения Пресвятой Богородицы в Архангельском-Тюрикове
Храм Успения Пресвятой Богородицы в Архангельском-Тюрикове — православный храм в Северном районе Москвы. Принадлежит к Сергиевскому благочинию Московской епархии Русской православной церкви. Находится в Архангело-Тюриковском переулке.

## История

### Архангельское-Тюриково до возведения храма Успения (1755)

Село Архангельское боярина Иоанна Петровича Пронского. Первый Храм Успения на плане XVII века

Село Архангельское-Тюриково, известное с XV века, получило своё название по имени одного из первых известных владельцев этих земель — боярина Федора Дмитриевича Всеволожа по прозвищу Турик, а также храма во имя Архангела Михаила. Изначально село располагалось в нескольких километрах севернее, чем сейчас — в районе нынешнего Старо-Марковского кладбища. Застройка земель, ныне известных под названием Архангельское-Тюриково, началась в 1666 году, когда князь Иван Петрович Пронский возвёл здесь деревянный двор и такую же церковь во имя Успения Пресвятой Богородицы (1673) — с приделами во имя Алексия Человека Божия и Архангела Михаила — в память о сожженном в годы Смуты вместе с селом на старом месте Архангельском храме. К 1723 году церковь обветшала, была разобрана и отправлена в село Семеновское Пушкинского района, где освящена как Богоявленская. В 1966 году её перевезли в Музей деревянного зодчества при Московском областном краеведческом музее в городе Истра (Новоиерусалимский монастырь). Взамен был выстроен новая деревянная церковь, на месте которой и поднялся в 1755 году нынешний кирпичный Успенский храм. В 1727 году находившееся во владении казны Архангельское-Тюриково по завещанию скончавшейся императрицы Екатерины I перешло к её родственнику, графу Федору Самуиловичу Скавронскому. В 1755 году вдова графа Екатерина Родионовна Скавронская из древнего боярского рода Сабуровых «по обещанию своему» и дозволению Московской духовной консистории начинает возводить новый каменный храм Успения взамен обветшавшего деревянного. 16 октября 1758 года Московская духовная консистория распорядилась новый храм «на прежнем освященном Антиминсе освятить… и о том Большого Успенского собора к протопопу за братиею… послать Указы…». В знак принадлежности храмоздательницы к царственному роду (золовка Екатерины I) крест на четверике новозданного храма был украшен миниатюрным императорским венцом (воссоздана при реставрации храма в 1990-х годах).

### XIX век
В 1812 году, во время нашествия французов, храм подвергся разорению: «Ограблено неприятелем: в церкви утварь и ризница…».
В 30-х годах XIX века тщанием владелицы Архангельского-Тюрикова купчихи и благотворительницы Сусанны Филипповны Долговой вокруг храма создается усадебный ансамбль. Строится господский дом, обновляются и возводятся новые служебные помещения, разбивается усадебный парк.
В 1853 году в результате сильного пожара погибают почти все окружавшие церковь и усадьбу деревянные крестьянские дома, и новый владелец Архангельского-Тюрикова — генерал-майор Алексей Александрович Щулепников, управляющий Московского комиссариата — переносит селение, на свои деньги выстроив 41 избу для погорельцев в нескольких километрах юго-западнее, на территории деревни Лупиха-Кожуриха. Таким образом собственно село Архангельское-Тюриково своё существование прекращает, а Успенский храм теряет самостоятельный статус и становится приписным (1854) к храму Воздвижения Креста в Алтуфьево.

Храм Успения в Архангельском-Тюрикове. 1916

К столетнему юбилею храма, в 1855 году, на средства Щулепникова по проекту Матвея Юрьевича Левестама к церкви пристраивают колокольню. Владелец усадьбы жертвует храму 6 колоколов, самый большой из них — весом 380 килограммов. Супруга Щулепникова, Домника Ивановна, пожертвовала в алтарь собственноручно вышитые облачения для престола и жертвенника.
В 1878 году Архангельское-Тюриково приобретает германская подданная София Карловна Марк, поселившаяся здесь с супругом Морицем (Маврикием) Филипповичем Марком, одним из руководителей торгового дома «Вогау и Ко», и многочисленным потомством. В воспоминаниях родственников Марков встречаются следующие строки: «…Я вспоминаю прошедшее и вижу перед собой недалеко от дома старую белую церковь с высокой колокольней и вокруг неё маленькое кладбище с очень старыми могилами…».

### XX век. Разорение и начало восстановления храма
После событий 1917 года храм продолжал действовать. Более того, усилиями церковного совета, который с 1905 года возглавлял местный зажиточный крестьянин Степан Тихонович Мурлыков, в 1925 году храм вновь перестал быть приписным и обрёл самостоятельный статус.
В 1920 году малоземельные и безземельные крестьяне села Алтуфьева, деревень Кожурихи-Лупихи и Заболотья объединились в мелиоративное товарищество, новое селение стало называться Новоархангельским.
В 1926 и 1927 годах были проведены описи всего храмового имущества, из которых следует, что помимо богатой утвари, в том числе украшенной драгоценными камнями, в храме сохранялась и утварь разграбленной к тому времени домовой церкви «Взыскание погибших» при лечебнице (убежище) Св. Марии в Устьинском переулке.
Первые известия о репрессиях в отношении прихода Успенской церкви относятся к концу 1930-х годов. «За контрреволюционную деятельность» и «антисоветскую пропаганду» к 3 годам заключения в концлагере был приговорён настоятель храма 38-летний Иоанн Сергеевич Соловьев.
Его сменил 69-летний протоиерей Алексей Константинович Максимов, представитель старинного многопоколенного священнического рода, прибывший в Успенский храм после многолетних мытарств и успевший прослужить здесь до ареста чуть более месяца. Сохранилась собственноручно составленная яркая и вдохновенная проповедь исповедника, в которой он обличает лукавые власти, требующие от Церкви поступиться истиной под угрозой уничтожения, и утверждает, что Церковь благополучно переживёт не только все гонения, но и саму богоборческую власть, «…и придёт такое время, когда вера опять восторжествует и не будут её преследовать». Постановлением тройки при ПП ОГПУ МО от 26.12.1930 протоиерей Максимов был приговорён к высылке в Казахстан на три года — условно. Протоиерей Алексей Максимов стал последним официально поставленным настоятелем Успенской церкви до назначения сюда в 1992 году нынешнего настоятеля протоиерея Константина Буфеева (примечательно, что даты рождения этих двух настоятелей Успенской церкви разделяет ровно сто лет: протоиерей Алексей Максимов родился в 1861 году, протоиерей Константин Буфеев — в 1961-м).

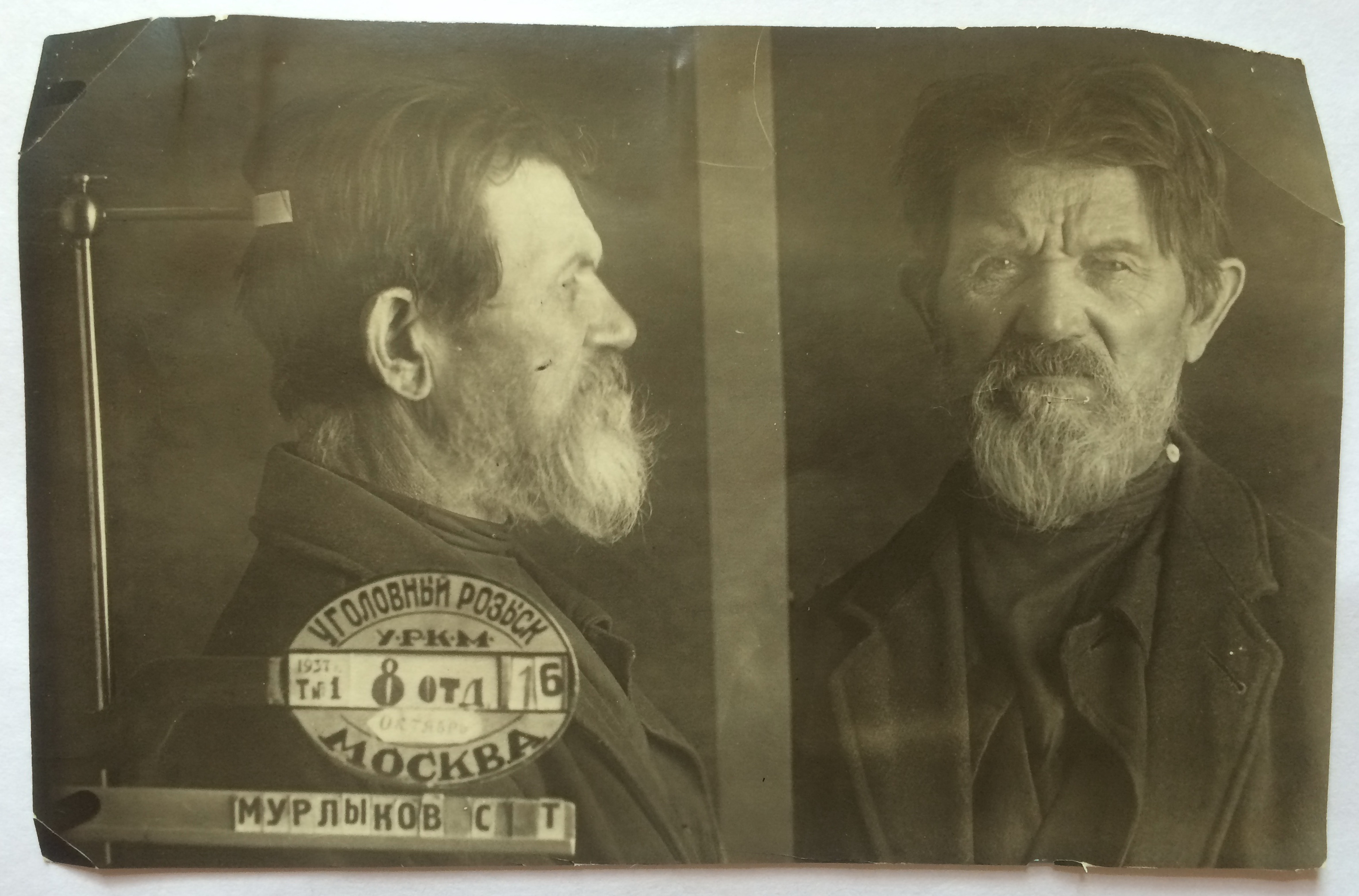
Степан Тихонович Мурлыков. Последний перед закрытием староста храма Успения в Архангельском-Тюрикове. 1930

Параллельно репрессиям подвергались и миряне Успенского прихода. За противодействие устройству колхоза в селе был арестован и приговорён к ссылке староста и ктитор храма Степан Тихонович Мурлыков. Впоследствии он будет повторно осуждён и расстрелян на Бутовском полигоне как кулак и церковник. Пост старосты занял казначей прихода, конторщик станции «Бескудниково» Дмитрий Иванович Цирулев. Активно защищая храм от закрытия, отстаивая в борьбе с местными властями право прихода на крестные ходы и богослужения, собирая деньги для ремонта дома священника, он в то же время активно сотрудничал в деле сохранения веры с другими близлежащими православными общинами и священнослужителями — монастырским хутором московского Иоанно-Предтеченского монастыря, схиархимандритом Иларионом (Удодовым) и Спасо-Влахернским монастырем в Деденево. После организации массового выступления против колхозных инициатив Дмитрий Иванович был арестован и сослан в Казахстан сроком на 3 года — отбыв 2 из них, он был освобождён с запретом возвращения домой, к семье, и, по всей видимости, окончил жизнь в Ельце — больным и одиноким 77-летним стариком.

Мария Добровейн у разрушающегося храма Успения в Архангельском-Тюрикове. 1965

События, связанные с прекращением богослужений в Успенском храме и преследованиями клира и представителей прихода подробно освещаются в докладах Общественно церковной конференции «Новомученики и исповедники Северо-Восточного округа Москвы», организованной 24 февраля 2016 года храмом Успения в Архангельском-Тюрикове — в частности, в материале «Храм Успения в Архангельском-Тюрикове в 1920-е годы: люди в стоянии за веру». Стоит отметить, что из 8 известных нам подвергшихся репрессиям жителей села Новоархангельского, лишь один не имел никакого отношения к церковному совету, а все остальные — были его членами.
Точная дата закрытия Успенского храма неизвестна — это 1934 или 1935 года. Здание церкви использовалось в качестве склада, или пункта распределения зерна, колхозом им. Н. К. Крупской № 2 и постепенно приходило в упадок.
Посетившая СССР в 1965 году родственница М. Ф. Марка в своих уже упоминавшихся мемуарах пишет: «Мы пошли дальше по аллее из лиственниц, посаженных дедушкой много лет тому назад, вдали показалась белая колокольня церкви в Архангельском. Все было как сон! Но сон продолжался недолго.
Когда мы подошли к церкви, она оказалась разрушенной, и было невероятно, что она ещё не рухнула. В бабушкином саду мы нашли остаток фонтана, который был перед домом, и вдали был виден пруд с островом. Все было запущено и мертво, а за поредевшими деревьями виднелись новые высокие постройки».
В 1972 году в усадебном парке Архангельского-Тюрикова проходили съёмки многосерийного фильма «Семнадцать мгновений весны». В открывающей первую серию сцене во время прохода Макса Отто фон Штирлица в исполнении В. Тихонова по лесу на заднем плане между деревьями на миг проступает колокольня Успенской церкви. Здесь же, на берегу усадебного пруда, была снята сцена ликвидации агента Клауса. После съёмок фильма старый усадебный парк местные жители окрестили Баварским лесом.

Тренировка альпинистов на колокольне храма Успения. 1980-е

Приблизительно в то же время обширное поле, расстилающееся перед храмом, стало местом организованного сброса строительного мусора, в результате чего спустя считанные годы церковь оказалась стоящей на краю колоссальной свалки общей площадью в несколько километров.

Руины храма. Начало 1990-х

В 1980-х годах, несмотря на присвоение храму статуса памятника культуры, он становится местом еженедельных тренировок альпклуба «Горная секция» Московского физико-технического института, расположенного неподалёку, в Долгопрудном, а также платной школы «Юный альпинист». Эти мероприятия усугубили и без того плачевное состояние церковного здания. Стены покрылись множеством выщербин и трещин, со временем на карнизах и арках храма стали появляться мох, трава и молодые берёзки. К тому же уже не первый год местные жители в случае необходимости брали из стен церкви кирпич для разных хозяйственных надобностей. В результате почти полностью был разрушен алтарь и один из боковых притворов храма.
Восстановительные работы силами группы энтузиастов были начаты в 1991 году. В 1992 году настоятелем храма был назначен только что рукоположенный иерей (в 2023 году — протоиерей) Константин Буфеев. 26 апреля 1992 года, на Пасху, вокруг храма состоялся первый после более чем 60-летнего перерыва крестный ход, а 28 августа того же года, в день престольного празднества, — первая литургия.

## Реликвии и святыни
- Храмовая икона Успения Пресвятой Богородицы;
- Икона «Явление Божией Матери преподобному Сергию Радонежскому»;
- Икона Божией Матери «Неупиваемая чаша»[12].

## Духовенство
- Настоятель храма протоиерей Константин Буфеев (с 9 мая 1992 года)
- Протоиерей Александр Антипов
- Диакон Виталий Гусаров[13].